# 卡明 (諾夫哥羅德-謝韋爾斯基區)
52°17′16″N 33°21′18″E / 52.28778°N 33.35500°E
卡明（烏克蘭語：Камінь），是烏克蘭的村落，位於該國北部切爾尼戈夫州，由諾夫哥羅德-謝韋爾斯基區負責管轄，始建於1600年，面積1.15平方公里，海拔高度125米，2001年人口276。